# Рональдо де Хесус
Рональдо де Хесус (ісп. Ronaldo de Jesús, нар. 1 жовтня 2004, Сан-Патрісіо) — парагвайський футболіст, захисник клубу «Серро Портеньйо».
Виступав за олімпійську збірну Парагваю.

## Клубна кар'єра
Народився 1 жовтня 2004 року в парагвайському Сан-Патрісіо. Вихованець футбольної школи клубу «Серро Портеньйо». Дорослу футбольну кар'єру розпочав 2023 року в основній команді того ж клубу.

## Виступи за збірні
З 2024 року залучається до складу молодіжної збірної Парагваю. На молодіжному рівні зіграв у 7 офіційних матчах, забив 1 гол.
2024 року був включений до заявки олімпійської збірної Парагваю для участі у футбольному турнірі на тогорічних Олімпійських іграх у Парижі.

## Статистика виступів

### Статистика клубних виступів
Станом на 24 липня 2024
| Сезон             | Команда           | Чемпіонат         | Чемпіонат | Чемпіонат | Національний кубок | Національний кубок | Національний кубок | Континентальні кубки | Континентальні кубки | Континентальні кубки | Інші змагання | Інші змагання | Інші змагання | Усього | Усього | Усього |
| Сезон             | Команда           | Ліга              | Ігор      | Голів     | Ліга               | Ігор               | Голів              | Ліга                 | Ігор                 | Голів                | Ліга          | Ігор          | Голів         | Ігор   | Голів  |        |
| ----------------- | ----------------- | ----------------- | --------- | --------- | ------------------ | ------------------ | ------------------ | -------------------- | -------------------- | -------------------- | ------------- | ------------- | ------------- | ------ | ------ | ------ |
| 2023              | «Серро Портеньйо» | ПД                | 10        | 2         | КП                 | 0                  | 0                  | КЛ                   | 1                    | 0                    |               | -             | -             | 11     | 2      |        |
| 2024              | «Серро Портеньйо» | ПД                | 8         | 1         | КП                 | 0                  | 0                  | КЛ+ПАК               | 2+0                  | 0                    |               | -             | -             | 10     | 1      |        |
| Усього за кар'єру | Усього за кар'єру | Усього за кар'єру | 18        | 3         |                    | 0                  | 0                  |                      | 3                    | 0                    |               | -             | -             | 21     | 3      |        |